# Македонска истинска православна црква
Македонска истинска православна црква (МИПЦ; мкд. Македонска вистинска православна црква, МВПЦ) је неканонска верска заједница, зилотског усмерења, која делује међу етничким Македонцима у дијаспори, а такође и на подручју Северне Македоније. Настала је 2010. године у дијаспори, након чега је у појединим срединама дошло до одвајања дела верника од старије Македонске православне цркве (МПЦ), која је основана 1967. године. Тиме су међу етничким Македонцима настале две неканонске и међусобно супротстављене организације. Односи између МИПЦ и МПЦ веома су затегнути, пошто се у круговима око МПЦ сматра да настанак МИПЦ представља покушај стварања опасних подела у оквиру македонског (неканонског) православља. На челу новостворене МИПЦ налази се Свети синод, којим председава архиепископ Јован Хаџи, оснивач и поглавар МИПЦ. У медијима Северне Македоније је у неколико наврата указивано на разна спорна питања која се односе на разлоге и циљеве оснивања ове верске заједнице и порекло њеног поглавара.
Иако припада неканонском православљу, МИПЦ је 2018. године изразила негодовање због начина на који се државне власти Северне Македоније односе према канонској Православној охридској архиепископији и њеном поглавару, архиепископу Јовану Вранишковском, указавши тим поводом и на одговорност МПЦ за укупно лоше стање православља у Северној Македонији.